# Vehículo utilitario deportivo
Vehículo utilitario deportivo (VUD, en inglés: Sport Utility Vehicle SUV) es un término que se ha aplicado recientemente a los modelos de vehículos que combinan elementos de camionetas, furgonetas, monovolumen, pickup y de automóviles de turismo.
Un antecedente muy acertado es el Jeep Wagoneer, que salió al mercado en la década de los años 60 y fue vendido hasta 1987 y, más tarde, el Jeep Cherokee fue un verdadero representante de los SUV.
Este tipo de vehículos se concibieron en los años 1990 por los fabricantes como una alternativa a los turismos al dar más importancia a la comodidad en el asfalto que a las prestaciones en todoterreno, pero manteniendo el aspecto exterior aventurero.[cita requerida]
Los deportivos utilitarios tradicionales suelen tener chasis de largueros o monocasco en algunos casos y tienen motor delantero longitudinal y tracción trasera o total. Suelen estar adaptados para un uso mayoritario en asfalto. Pueden carecer de tracción total y de reductora y el recorrido de la suspensión y la distancia al suelo suelen ser menores que en un vehículo todoterreno. Todas estas características hacen que los deportivos utilitarios tengan un peso menor que un vehículo todoterreno tradicional y, por lo tanto, consuman menos combustible.
Los vehículos deportivos utilitarios modernos tienen chasis monocasco y están basados en plataformas de tracción delantera convertidos en tracción integral o en las cuatro ruedas y se venden por su mayor capacidad de circular por caminos en mal estado que un turismo o un monovolumen, aunque sus cualidades para circular fuera de caminos no son mejores que las de un todoterreno tradicional. En Estados Unidos, el término sport utility vehicle se utiliza para designar a estos vehículos y se utiliza crossover para los todoterrenos.
Algunos especialistas del tuneo han presentado ideas, conceptos, refacciones y componentes para que algunos todoterrenos y SUV que no estaban originalmente enfocados a ese manejo todoterreno puedan ser capaces de realizarlo sin problema alguno. Para ello, las marcas también en ocasiones emplean estos productos como escaparate para publicitar sus productos y, en ocasiones, ofrecen versiones especiales de ellos, resultando incluso en comunidades y clubes que comparten ideas para mejorarlos.[cita requerida]

## Historia

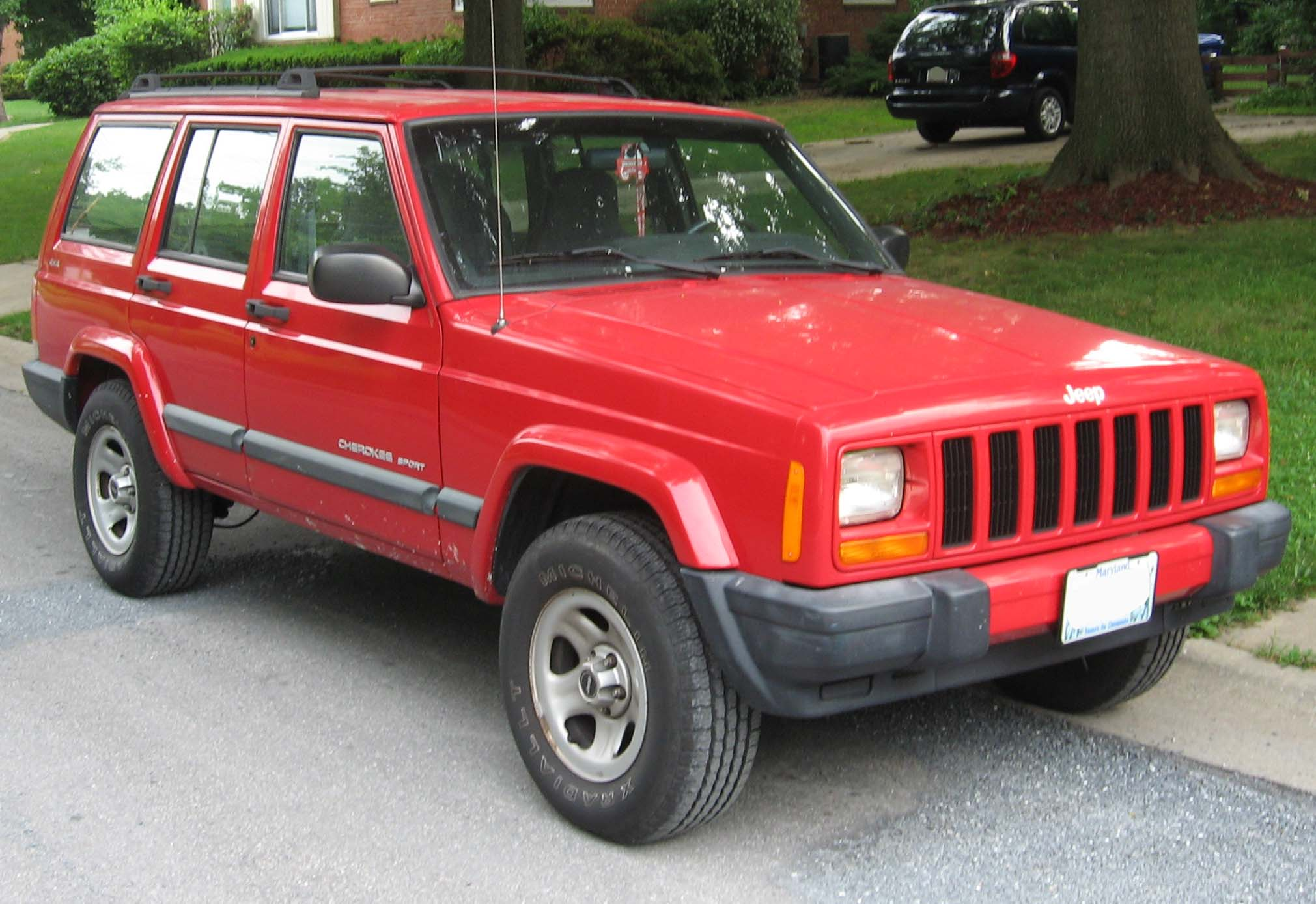
Jeep Cherokee: pionero de la moda de los SUV como fue diseñado por AMC

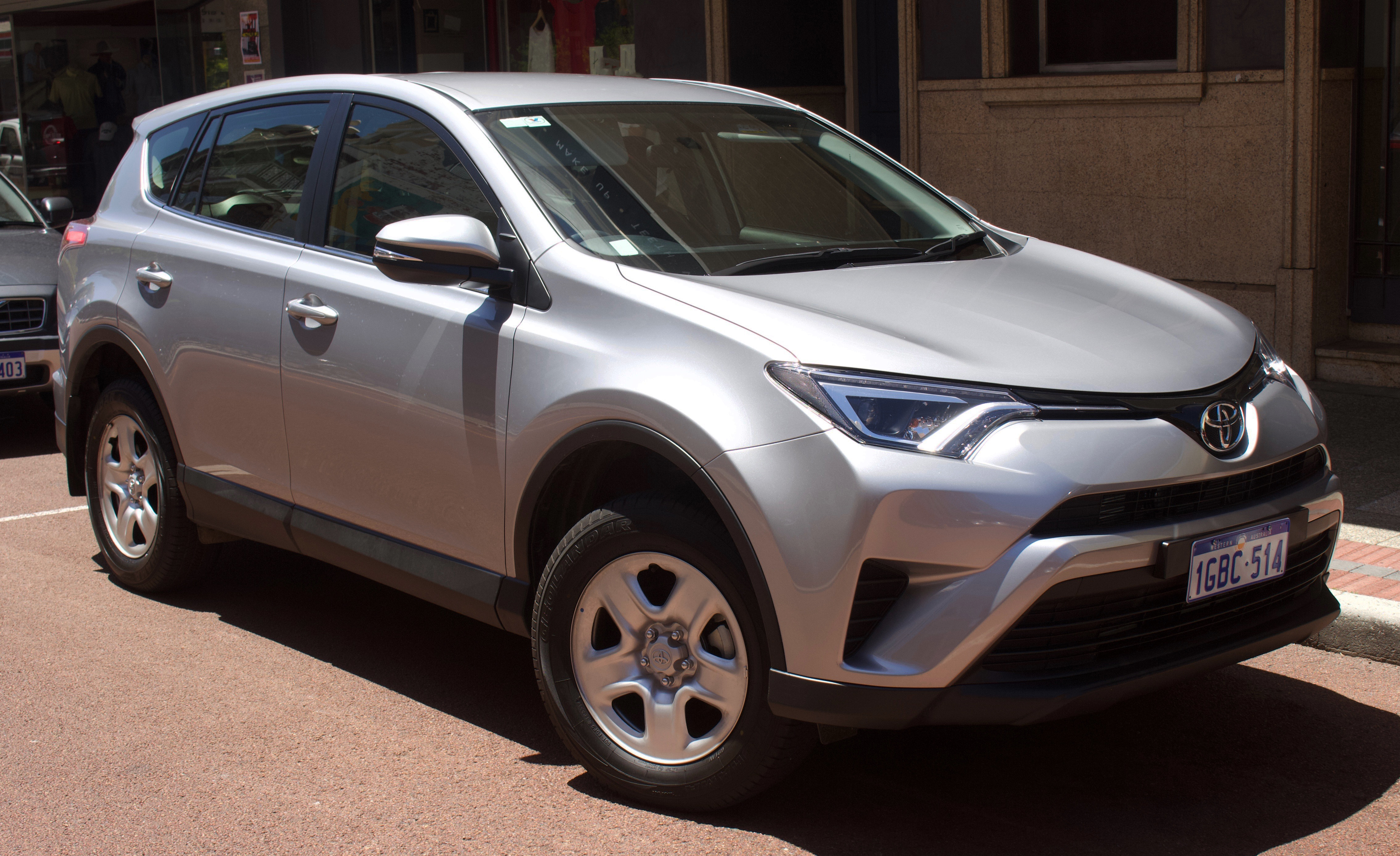
Toyota RAV4 GX Wagon de 2016

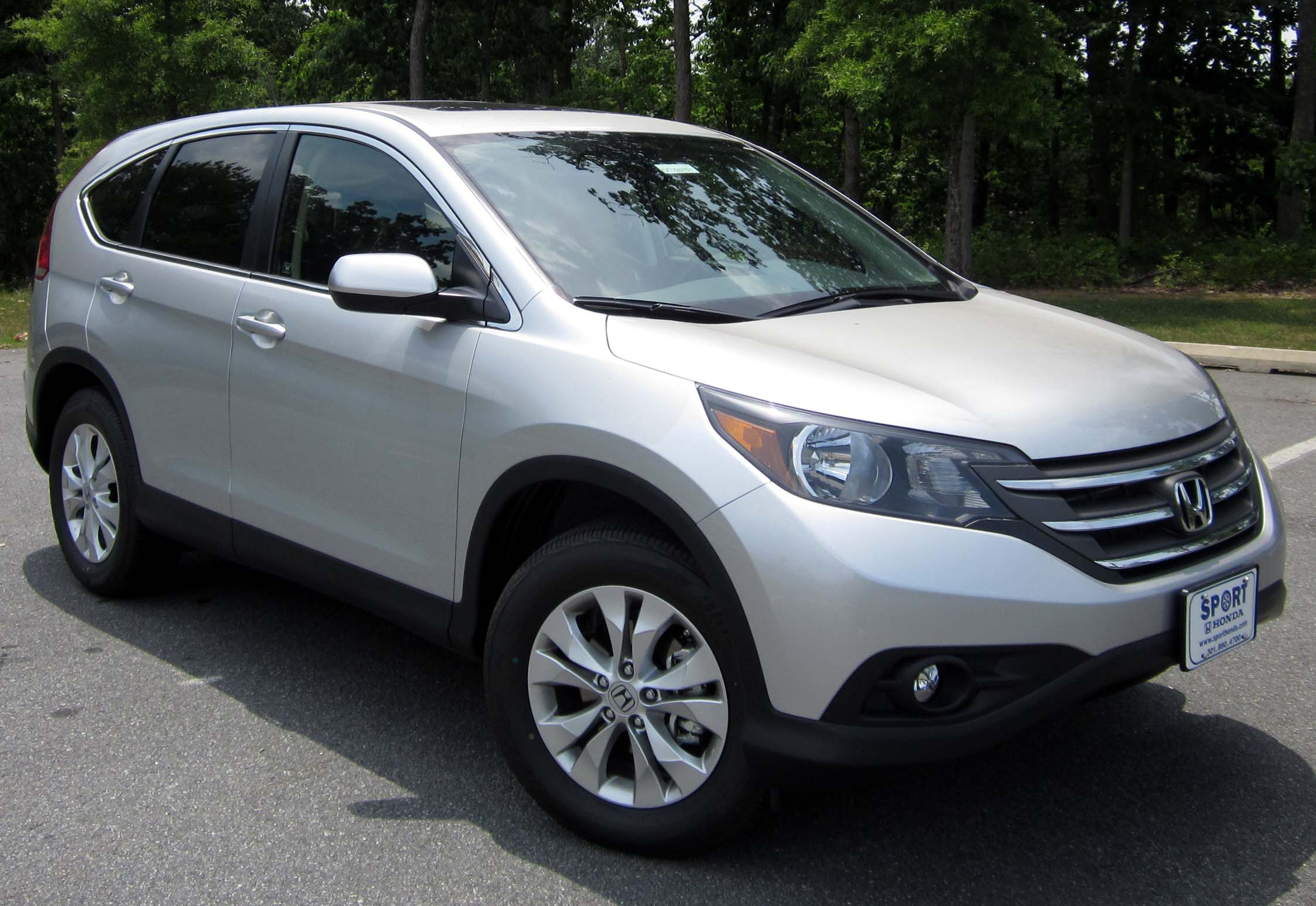
Honda CR-V EX de 2012

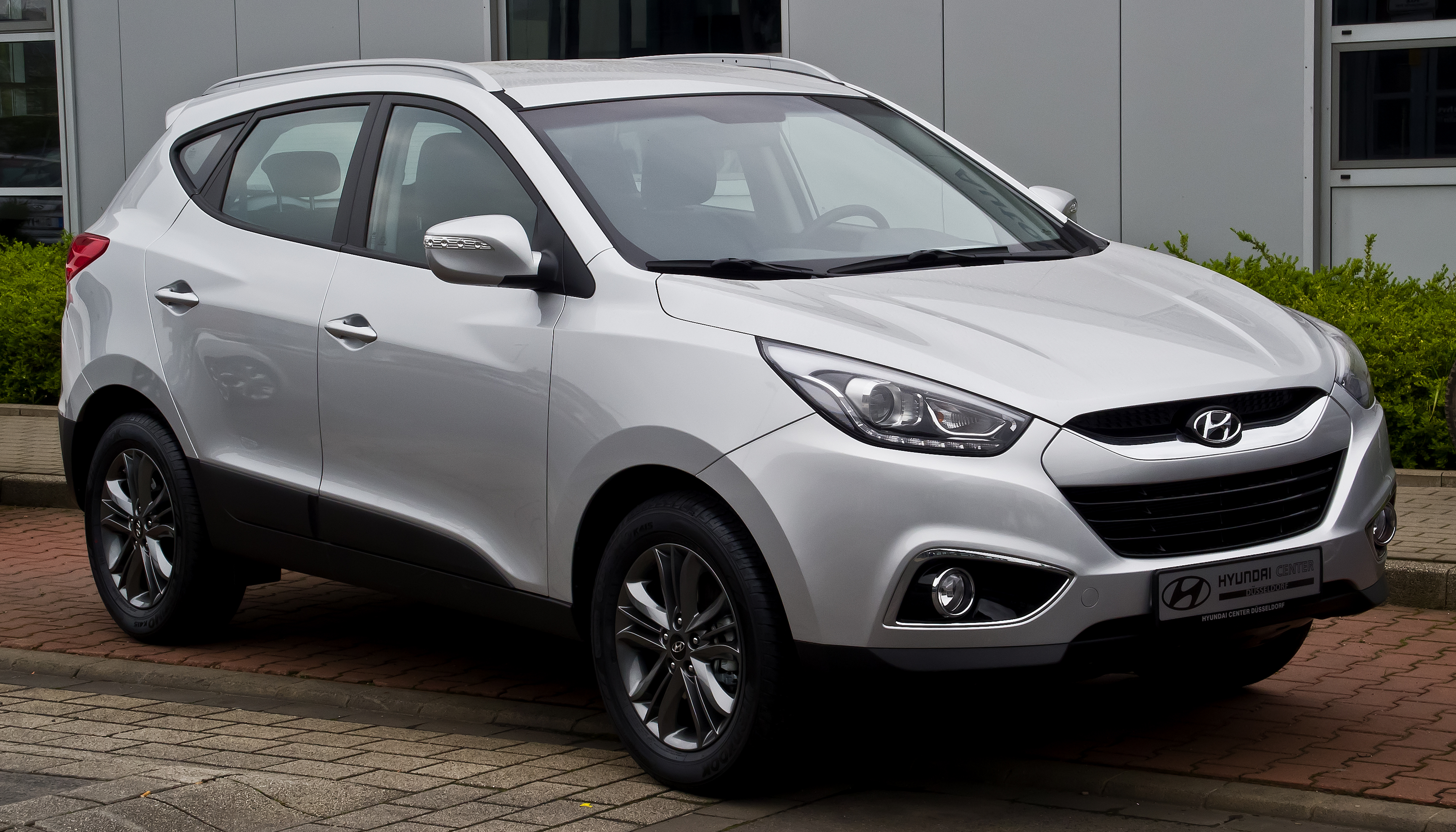
Hyundai ix35 edición de la Copa Mundial de Fútbol de 2014, en Düsseldorf, Alemania

Los primeros vehículos deportivos utilitarios eran descendientes de los vehículos comerciales y militares, como los de Jeep y Land Rover de la Segunda Guerra Mundial. 
Los primeros ejemplos de vehículos deportivos utilitarios eran los de larga distancia entre ejes del tipo familiar:
- Chevrolet Suburban Carryall, de 1935, solamente de tracción trasera.
- GAZ-61 4×4 (1938).
- Willys Station Wagon  (IKA Estanciera de 1948).
- Pobeda M-72 4x4 (GAZ-M20/1955), cuyas referencias rusas lo acréditan como posiblemente el primer vehículo deportivo utilitario moderno, con chasis unitario en lugar de chasis independiente sobre bastidor.
- International Harvester Travelall (1953).
- International Harvester Scouts 80 (1961).

- Jeep Wagoneer (1963).
- International Harvester Scouts II (1971).
- Ford Bronco (1966).
- Toyota Land Cruiser FJ-55 (1968).
- Chevrolet Blazer K5 (1969).
- Land Rover Range Rover (1970).

El término actual vehículo deportivo utilitario no entró en el uso popular amplio sino hasta finales de la década de 1980. Muchos de estos vehículos se comercializaron durante su época como familiares.
Según Robert Casey, comisario de transporte en el Museo Henry Ford, el Jeep Cherokee (XJ) fue el primer verdadero vehículo deportivo utilitario en el sentido moderno de la palabra. Se desarrolló bajo el liderazgo de American Motors Corporation (AMC) François Castaing y estaba destinado a las familias urbanas como sustituto del coche tradicional y, especialmente, los familiares, que seguían siendo bastante populares en la época. El Cherokee tenía tracción a las cuatro ruedas en un tamaño más manejable, en comparación con el tamaño completo Wagoneer y un lujoso interior parecido a un coche familiar.
Una de las compañías pioneras en Europa fue Peugeot, que, en 2007, con motivo del Salón del Automóvil de París, presentó su primer prototipo de SUV, el Peugeot 3008. Para él usaron la misma plataforma del turismo Peugeot 308 de primera generación. Desde la década de 2010 empezaron a popularizarse estos nuevos vehículos, que también generaron críticas debido a su tamaño, su consumo y su seguridad.
Estas críticas no han servido para detener el auge de este tipo de vehículos, que se han asentado en el mercado de coches. Según estimaciones de mercado en el año 2015, los SUV se convirtieron en el segmento de automóviles más grande y de mayor crecimiento de toda la industria automotriz. Otra prueba de esta posición dominante en el mercado son los premios internacionales, como el otorgado al Volvo XC60 en 2018 al mejor coche del año en el Salón del Automóvil de Nueva York.
Tal es el éxito que obtuvo el segmento utilitario deportivo y penetración en el mercado que muchas marcas, incluyendo las más deportivas, optaron por ingresar al segmento.  Entre las tradicionalmente deportivas, se fabricaban a principios del siglo XX: Lamborghini Urus, Bentley Bentayga, Maserati Levante o el Porsche Cayenne. En 2022, se anunció el Ferrari Purosangue con motor V12.
La Toyota RAV4, Honda CR-V y Hyundai Tucson has sido los SUV más vendidos mundialmente entre 2010-2017.

## SUP

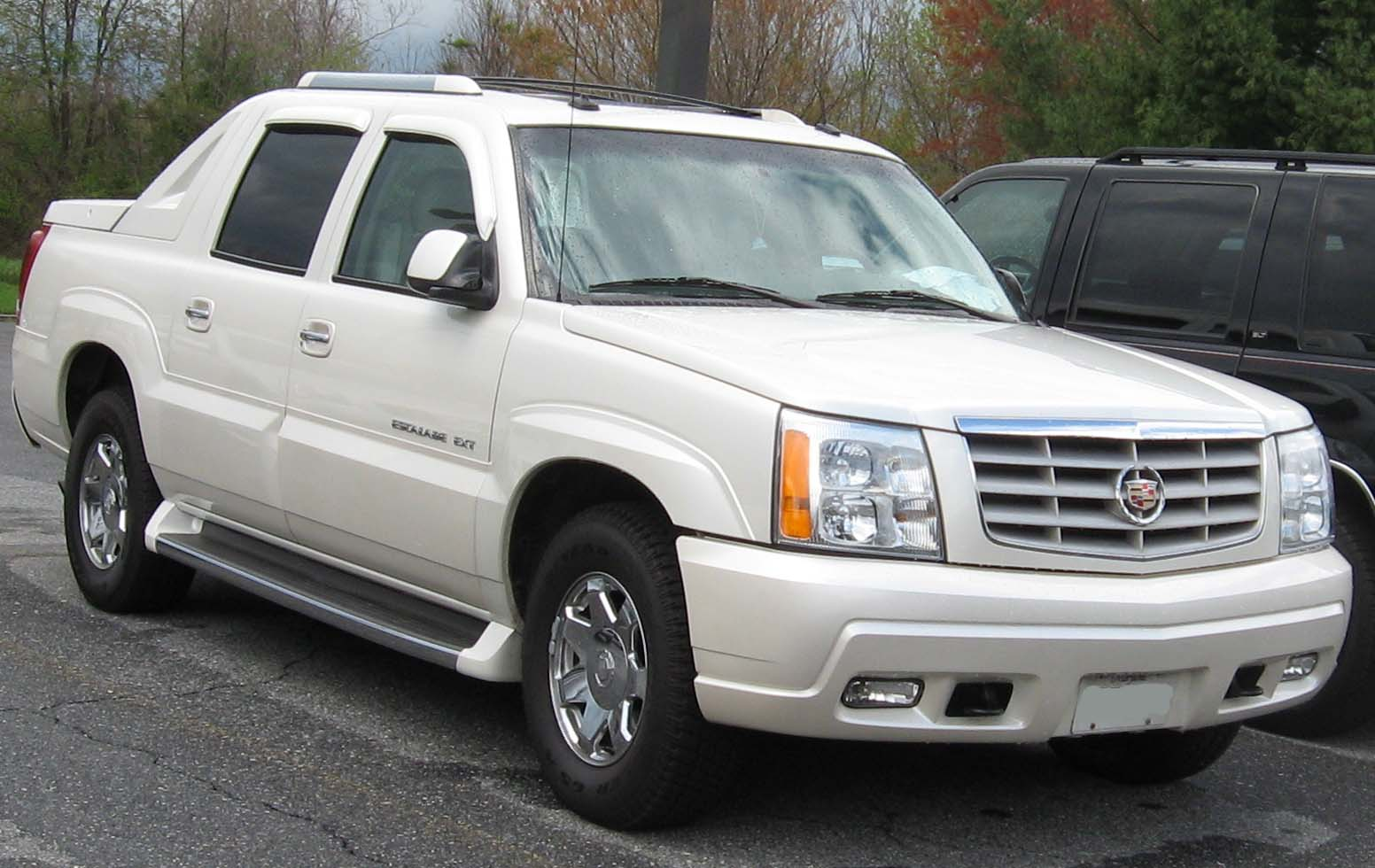
Cadillac Escalade EXT, ejemplar de SUP desarrollado sobre la base de la SUV homónima.

El desarrollo de los SUV ha llevado también a las compañías a desarrollar nuevas formas de vehículos multipropósito. Dado que los SUV en su mayoría están desarrollados sobre plataformas de vehículos pickup y derivan de estos vehículos, las nuevas formas de desarrollo dieron lugar a un nuevo concepto, conocido por las siglas SUP (del inglés Sport Utility Pickup). 
Los SUP son básicamente replanteamientos realizados a las carrocerías de los SUV que se adaptan a su uso como vehículos de carga, de forma similar a una camioneta pickup. La reforma consiste en convertir a la sección trasera del SUV en una caja de carga. Sin embargo, lo que diferencia a un SUP de una pickup es el hecho de que el espacio de carga continúa formando un solo cuerpo con el resto de la carrocería, mientras que en una pickup la caja de carga es independiente del resto de la carrocería.
Sin embargo, a pesar de esta reforma, los SUP por lo general no están diseñados para llevar grandes cargas, por lo que es difícil lograr un comportamiento similar al de una pickup.
Modelos que han sido referentes en esta categoría son: la Chevrolet Avalanche, la Cadillac Escalade EXT, la Fiat Toro y la Renault Oroch.[cita requerida]